# Rete tranviaria provinciale di Mantova

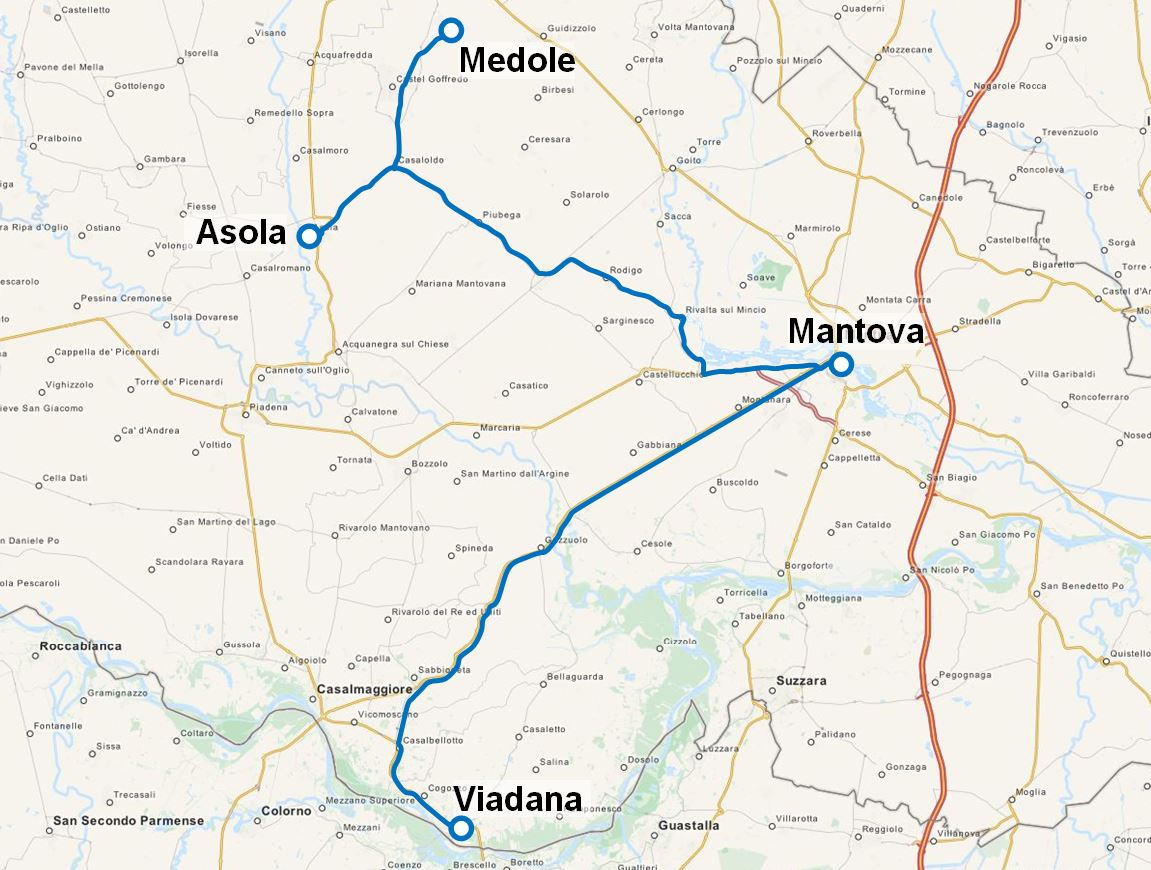
La rete tranviaria provinciale di Mantova

La rete tranviaria provinciale di Mantova collegava il capoluogo lombardo con una parte della sua provincia.
Tali linee tranviarie ebbero per buona parte della loro vita una gestione in comune, prima nelle mani della "Valentini e Mazzorin", poi della "Amministrazione provinciale", poi "Tranvie Provinciali Mantovane" (TPM) e infine della "Tranvie Elettriche Mantovane" (TEM).

## Struttura della rete
La rete interurbana provinciale era costituita dalle seguenti linee tranviarie:
- la Mantova-Viadana (1886-1933);
- la Mantova-Asola (1886-1933);
- la Medole-Casaloldo (1930-1933).

Inoltre, la città di Mantova fu dotata, dal 1908 al 1953, di una rete tranviaria urbana. Il territorio provinciale fu interessato da un'altra linea tranviaria: il mantovano era attraversato dalla tranvia Brescia-Mantova-Ostiglia. Asola fu capolinea della tranvia Cremona-Asola, mentre a Ponte Majocche la tranvia si congiungeva con quella diretta a Casalmaggiore.